# Флаг Сеуты
Государственный флаг Испанского автономного города Сеута представляет собой четыре прямоугольника, разделённые по диагонали на чёрные и белые треугольники. В центре флага изображён городской герб. Это изображение идентично изображению на флаге Лиссабона и напоминает о португальском завоевании в 1415 году.Город был частью Португальской империи до распада Иберийского союза в 1640 году, после чего было принято решение остаться с Испанией. Таким образом, герб города почти идентичен гербу Королевства Португалия.